# Alfred Fourneau
Alfred Fourneau (Rambouillet, 1860 - París, maig de 1930) fou un administrador francès i explorador de l'Àfrica subsahariana.
La seva primera visita a l'Àfrica va ser a Gabon el 1884. Reclutat per Pierre Savorgnan de Brazza i Fortuné Charles de Chavannes, explorà la zona compresa entre el nord de l'Ogooué i el riu Campo el 1889. Brazza va encomanar-li el 1890 la missió de remuntar el riu Sangha en direcció al llac Txad. La seva expedició, partí de Brazzaville el 19 de febrer de 1891. La nit del 12 al 13 de maig de 1891, però, l'expedició va patir un atac dels Gbaya del poble de Zaouro Koussio i va haver de girar ruta. La seva tercera missió, acompanyat per Fondere, el portà a estudiar la viabilitat d'un ferrocarril entre Libreville i la Sangha. A partir de 1888 i després de 1900, explorà la regió Woleu-Ntem. Després de convertir-se en administrador del Txad del 19 d'octubre de 1902 fins a novembre del 1903, i del Gabon del 5 d'agost de 1905 fins al 27 d'abril de 1906, va exercir de governador de les colònies el 1906.